# Fest der Bayern

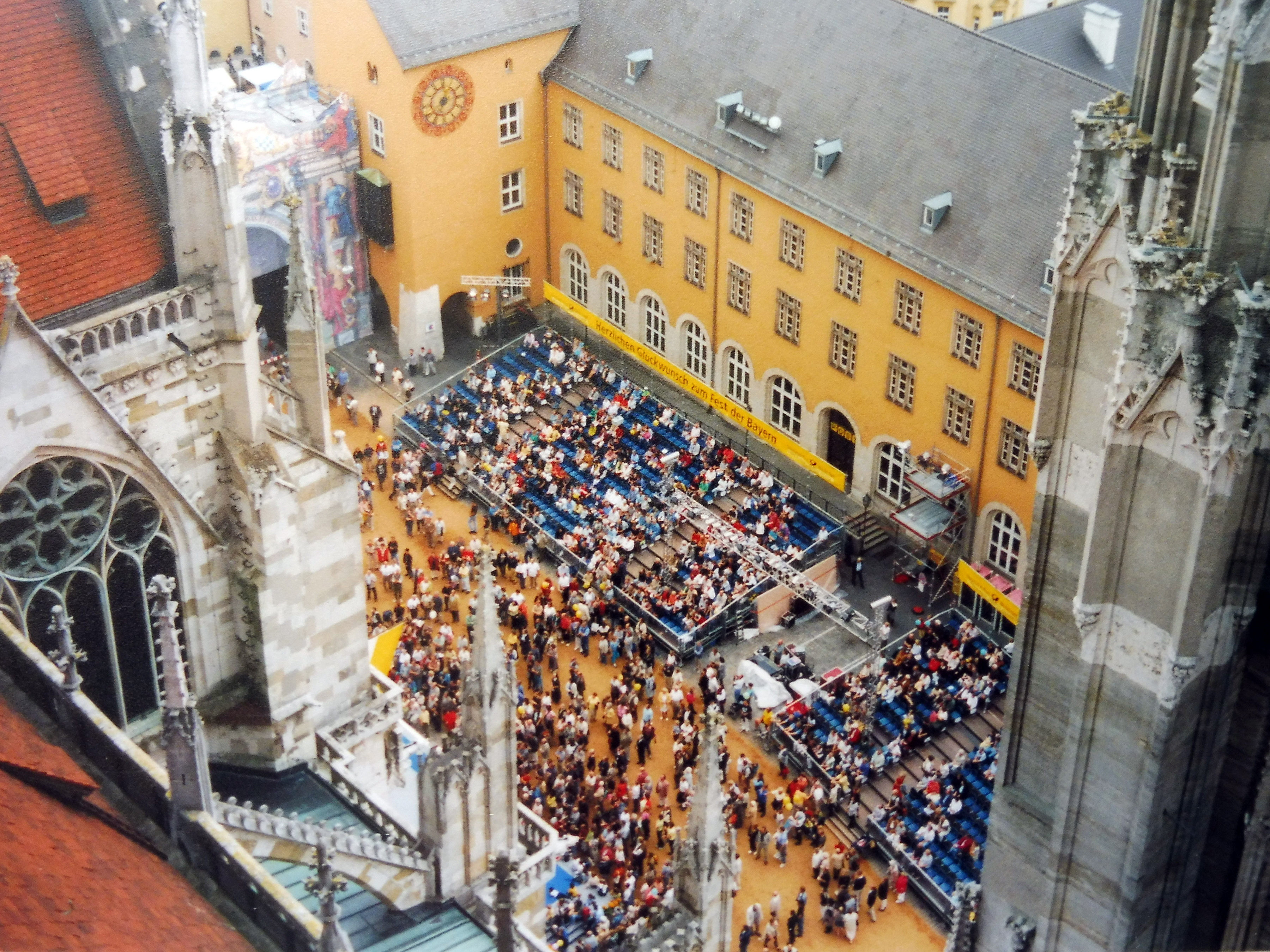
Blick von den Domtürmen auf den Domplatz am 22. Juli 2000. Links oben ist die Ehrenpforte vor der Ulrichskirche zu erkennen.

Das Fest der Bayern war eine Veranstaltung, die vom 21. bis zum 23. Juli 2000 in Regensburg stattfand. Es handelte sich um den offiziellen Abschluss der Millenniumsfeierlichkeiten des Freistaates Bayern. Die Wahl war auf Regensburg gefallen, da diese Stadt im 6. Jahrhundert die Hauptstadt des Stammesherzogtums Baiern und damit erste Hauptstadt Bayerns war.

## Beschreibung
Verteilt über die gesamte Altstadt präsentierten sich an diesem Wochenende (Freitag bis Sonntag) zahlreiche Künstler und Gruppen. Sie zeigten Kultur, Geschichte, Handwerk und Brauchtum aus allen sieben Regierungsbezirken. Zu sehen waren beispielsweise verschiedene Reenactment-Gruppen, die mittelalterliches Lagerleben oder die Römerzeit nachstellten, Moriskentänzer, Alphornbläser, Glasmacher aus dem Bayerischen Wald oder Abordnungen von den Trenck-Festspielen in Waldmünchen sowie von der Landshuter Hochzeit. Auch kulinarische Spezialitäten aus den unterschiedlichen Regionen wurden angeboten. Etwa 6000 Mitwirkende nahmen aktiv an der Gestaltung des Festprogramms teil. Für die Sicherheit sorgten etwa 1000 Einsatz- und Sicherheitskräfte.
An das Fest der Bayern gliederte sich in diesem Jahr auch das Brückenfest auf und an der Steinernen Brücke an.
Die an einer Schnur getragenen Festabzeichen bestanden aus Glas, hatten einen Durchmesser von etwa 5 Zentimetern und wurden in verschiedenen Farben ausgegeben – grün für Mitwirkende und blau für gewöhnliche Besucher. Die insgesamt 150.000 Glastaler waren in der Glasmanufaktur von Poschinger in Frauenau hergestellt worden.
Das Spatzen-Quartett Regensburg veröffentlichte unter dem Titel Das Fest der Bayern die offizielle CD zur gleichnamigen Veranstaltung. Eines der Grußworte zur CD stammt vom damaligen bayerischen Minister für Wissenschaft, Forschung und Kunst, Hans Zehetmair. Zum offiziellen Lied zum Fest der Bayern wurde das Stück Da bin i dahoam der Band Schinderhannes gewählt.
Insgesamt besuchte etwa eine halbe Million Menschen das Fest. Alleine 50.000 davon reisten mit der Bahn an, teilweise mit historischen Fahrzeugen. Die Besucher konnten zwischen rund 420 verschiedenen Programmpunkten wählen. Größere Zwischenfälle blieben während des gesamten Festes aus.

## Ausgewählte Programmpunkte

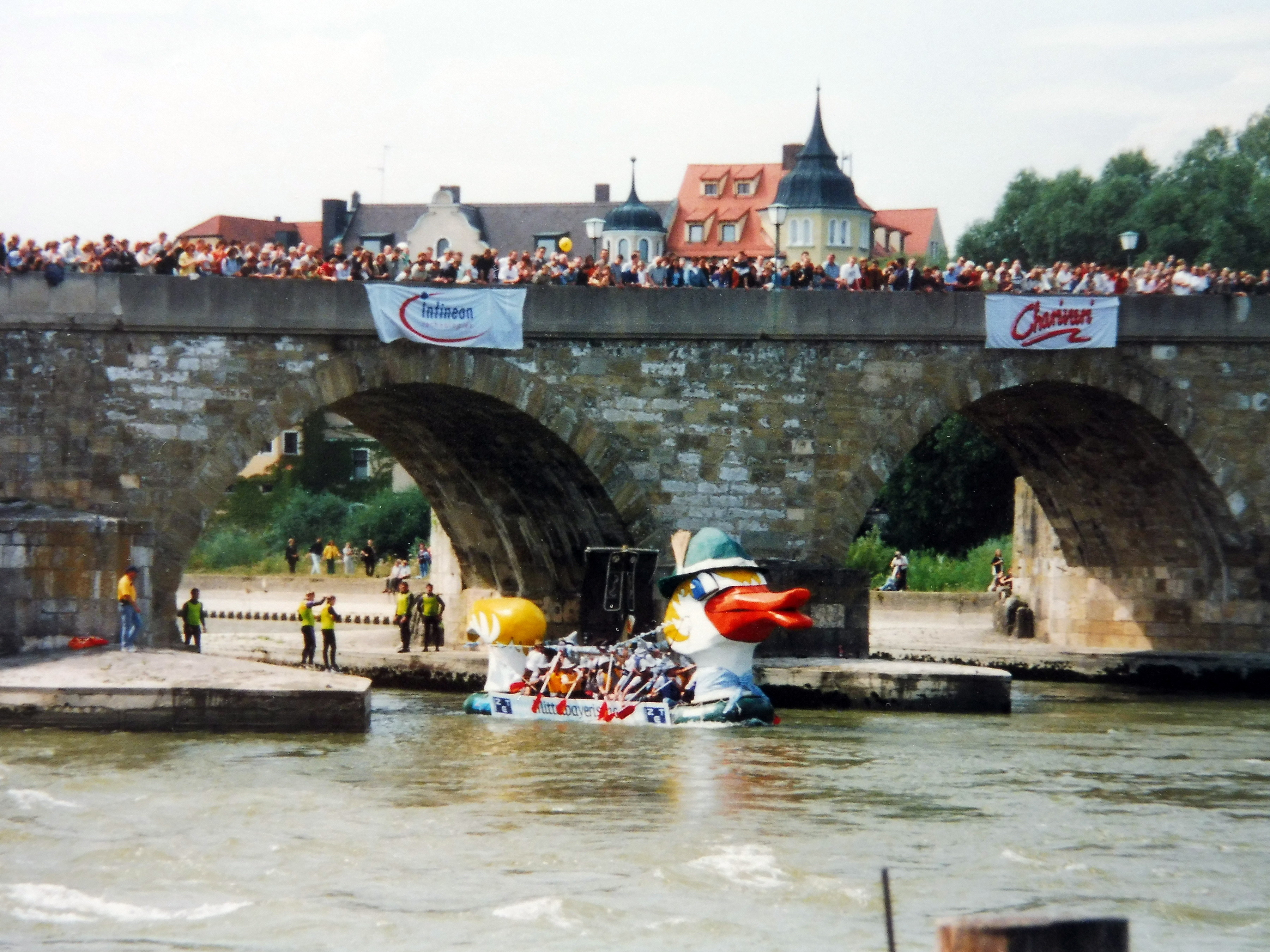
Donaustrudelrennen an der Steinernen Brücke, 22. Juli 2000

Ministerpräsident Edmund Stoiber eröffnete die Veranstaltung am Freitag auf dem Domplatz. Hier waren extra für die Feierlichkeiten auf der Südseite des Platzes mehrere Tribünen sowie zwischen der ehemaligen Dompfarrkirche St. Ulrich und der Dompost eine Ehrenpforte errichtet worden.
Ebenfalls am Freitag goss Rudolf Perner aus Passau mit Hilfe eines selbst konstruierten mobilen Schmelzofens im Hof der Regensburger Dombauhütte eine neue Glocke für den Regensburger Dom. Sie wurde nach der Schutzheiligen Bayerns „Patrona Bavariae“ benannt.
Am Freitagabend wurde im Bayerischen Fernsehen unter dem Titel Jahrhundert der Bayern live aus der Donau-Arena in Regensburg eine Unterhaltungsshow übertragen, die von Gerd Rubenbauer moderiert wurde.
Auch ein Festgottesdienst am Sonntagvormittag wurde im Fernsehen übertragen. Am Sonntagnachmittag fand ein Kinderfestzug statt. Anschließend wurden auf dem Domplatz Szenen des Further Drachenstichs mit der traditionellen Drachentötung aufgeführt – erstmals in rund 500 Jahren außerhalb von Furth im Wald.
Besucher des Festes konnten auch die Türme des Regensburger Doms besteigen. Dies war allerdings schon seit dem 1. Juni möglich, da der Regensburger Dom zu den dezentralen Projekten der Expo 2000 in Hannover zählte.
Ein besonderer Publikumsmagnet war das im Rahmen des Brückenfestes stattfindende traditionelle Strudelrennen auf der Donau. Dabei versuchten die Teilnehmer, in selbst gebauten, phantasievoll gestalteten Gefährten den berühmten Regensburger Strudel unter der Brücke unbeschadet zu überwinden.
Auch außerhalb der Altstadt gelegene Örtlichkeiten wurden in das Fest eingebunden. So konnten etwa der Hafen Regensburg, die Universität Regensburg sowie das BMW-Werk in Harting besichtigt werden, wo der erste Tag der offenen Tür stattfand.
Anlässlich des Festes der Bayern wurden auch mehrere Weltrekorde aufgestellt. So bedruckte der Künstler Michael Werner am 22. Juli auf der Maximilianstraße eine über 1000 Meter lange Aluminiumfolie mit einem BMW, bei dem zuvor ein Reifen mit blauer Farbe präpariert worden war. Er stellte damit einen Rekord des Künstlers Robert Rauschenberg ein, der auf diese Weise im Jahr 1951 fünfzig aneinandergeklebte Blätter Papier bedruckt hatte. Der anschließende Verkauf der bedruckten Folie erbrachte 1120 DM für einen guten Zweck.
Unter der Leitung des Oberfränkischen Textilmuseums aus Helmbrechts vollendeten 200 Besucher des Festes der Bayern, darunter auch Ministerpräsident Stoiber und der Regensburger Oberbürgermeister Hans Schaidinger, den längsten handgewebten Schal der Welt. An dem Schal, der schließlich eine Länge von genau 3300,82 Metern und ein Gewicht von über einer halben Tonne erreichte, hatten allerdings bereits zuvor mehrere Jahre lang etwa 7000 Personen gewebt.
Den Abschluss des Festes bildete am Sonntagabend ein etwa 20-minütiges Feuerwerk bei der Steinernen Brücke, umrahmt mit Musik, u. a. von Johann Sebastian Bach, Richard Strauss, Wolfgang Amadeus Mozart. Richard Wagner, Carl Orff, Gustav Mahler und Johann Strauss (Sohn).